# Rod Bonella
Rod Bonella (eigentlich Rodney Bonella; * 19. Juni 1937; † 2. April 2000) war ein australischer Marathonläufer.

## Karriere
1962 wurde er jeweils Zweiter beim Victorian Marathon Club Marathon und bei der Australischen Meisterschaft. Bei den British Empire and Commonwealth Games in Perth gewann er mit seiner persönlichen Bestzeit von 2:24:07 h Bronze.